# 玛哈·沙迪蓬叻社
玛哈·沙迪蓬叻社（1785年10月21日—1832年5月1日），暹罗（泰国）扎克里王朝王族、将领。《大南實錄》稱之為勉噴羅涉。
拉玛一世之子，生母是Nuiyai。在拉玛三世在位期间，玛哈·沙迪蓬叻社于1824年被任命为二王（前宫之主）。
1826年，万象王国国王昭阿努起兵反叛暹罗。沙蓬社被派往依善地区平叛，而博丁德差则出兵万象。
沙迪蓬叻社下令建造波稳尼威寺，此地今日成为僧王的驻锡地，蒙固王子（后来的拉玛四世）曾是这里的住持。1829年，他下令将Buddha Chinnasri（一尊有900年历史的佛像）从彭世洛经河流运来波稳尼威寺安置。
他在1832年逝世，葬礼于1833年4月2日举行，火葬在七天后举行。泰国国王通过财政部邀请美国外交官埃德蒙·罗伯茨参加葬礼，罗伯茨在其日记中有描述。